# Památník hrdinům Ostravské operace
Památník hrdinům Ostravské operace se nachází poblíž ruin vojenského bunkru I/40/A-140 ve Smolkově (místní část obce Háj ve Slezsku) v okrese Opava v Moravskoslezském kraji. Autorem památníku z žuly a železobetonu je architekt Jindřich Czeniek (1911–2001). Památník, který vznikl jako dík za osvobení oblasti sovětskou armádou a jako pomník zabitým vojákům, je umístěn v exteriéru a nachází se v místech bojů o dělostřeleckou tvrz Smolkov (součást Ostravské operace). Pomník sestává z válečného sovětského tanku T34 umístěného na šikmém podstavci na vydlážděném prostranství. Investorem stavby památníku byl Místní národní výbor Háj u Opavy a slavnostní odhalení proběhlo dne 3. listopadu 1973.
Nápis na památníku:
| „ | HRDINŮM OSTRAVSKÉ OPERACE | “ |

## Galerie

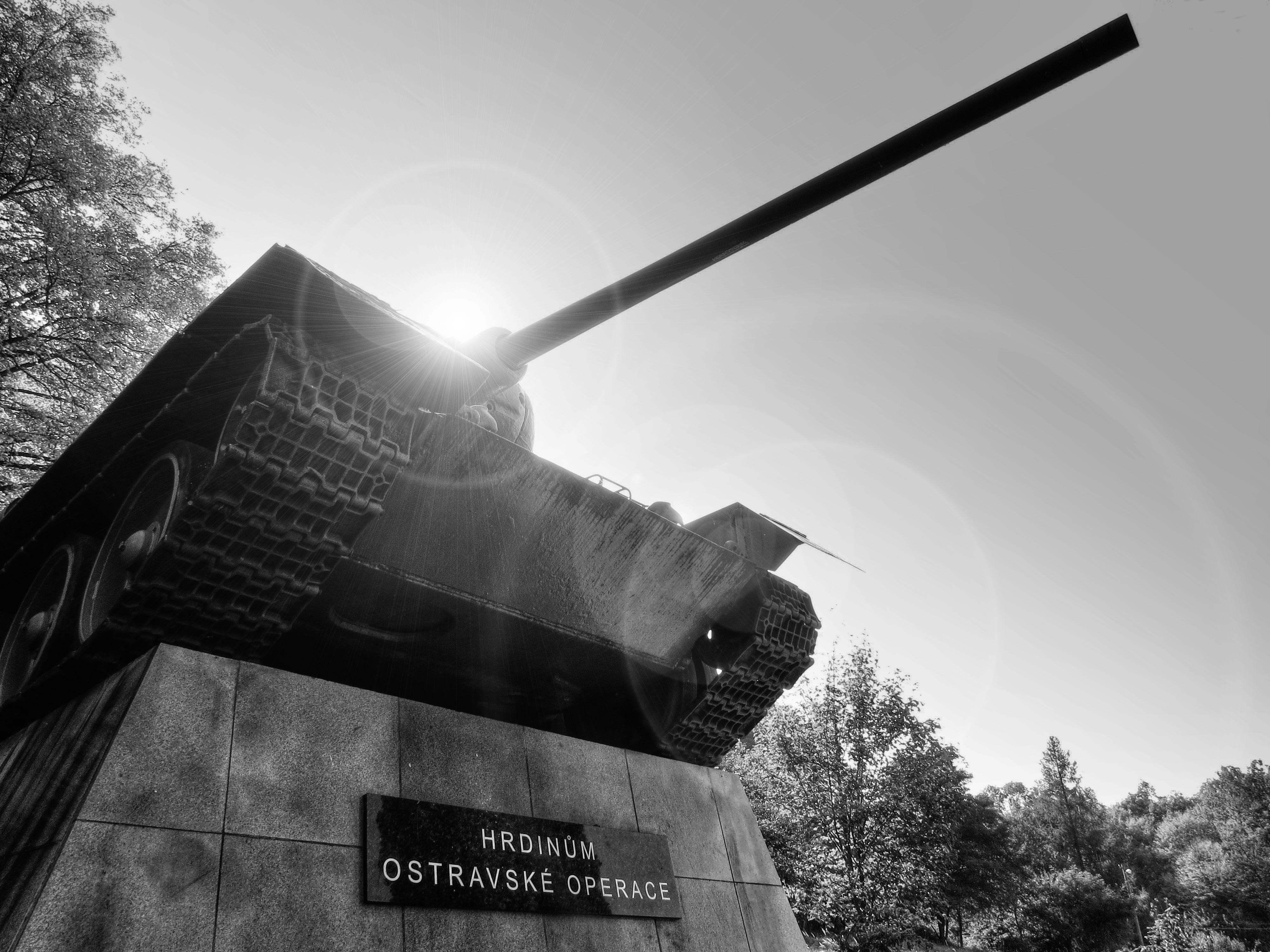
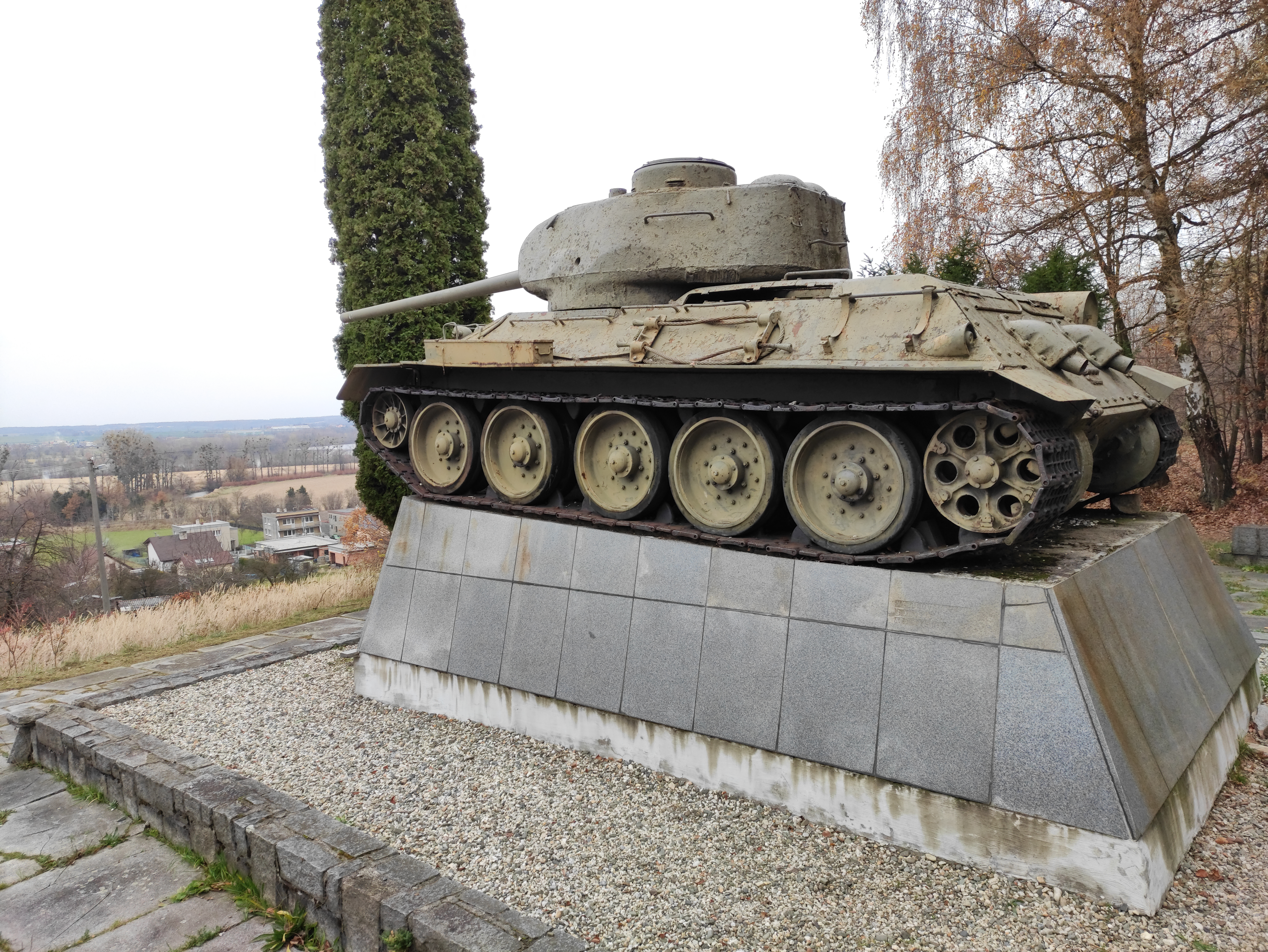
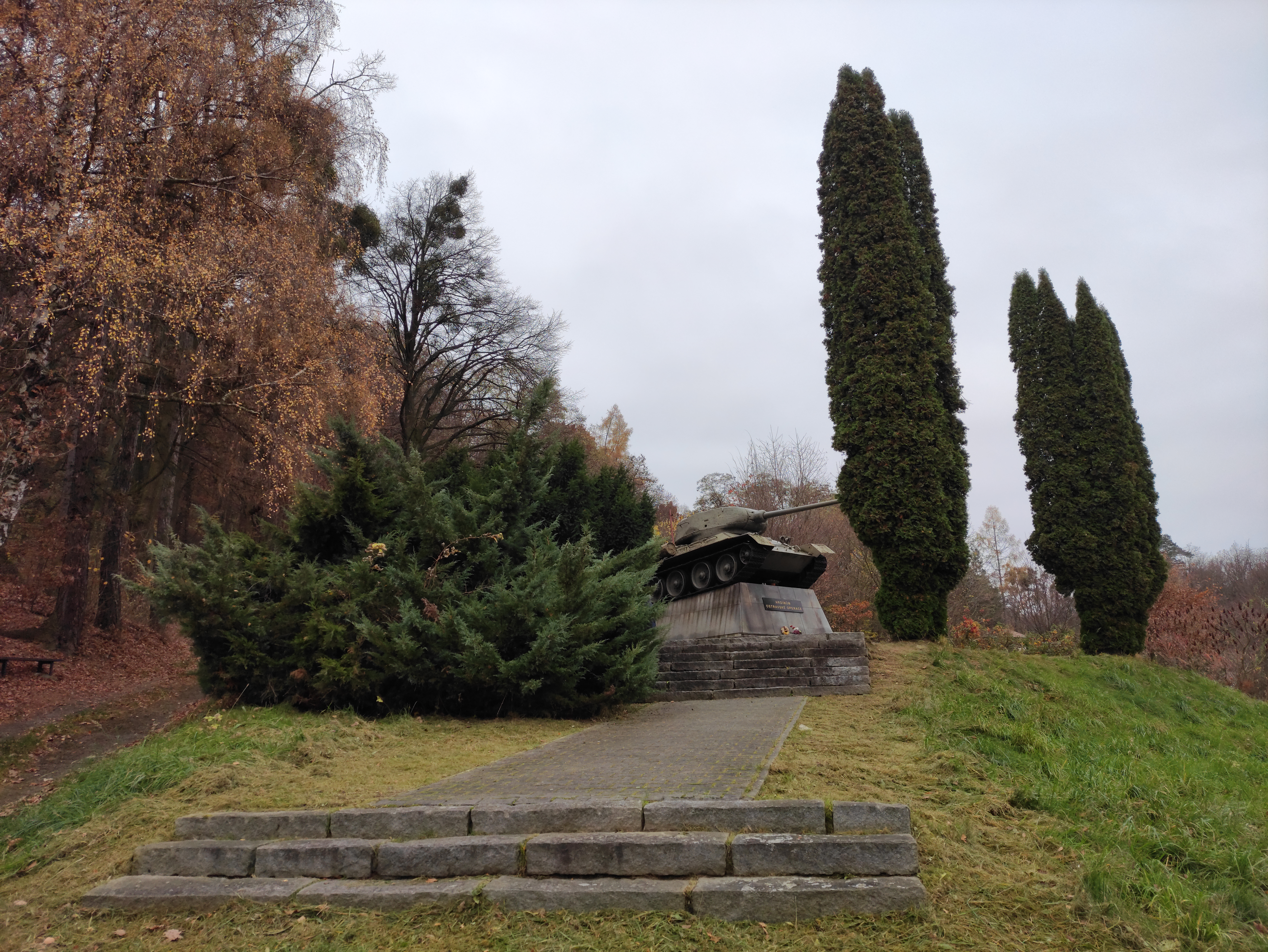